# Caïdat de Tighedouine
Le caïdat de Tighedouine est une circonscription administrative marocaine situé dans le cercle de Touama, lui-même situé dans la province d'Al Haouz, au sein de la région administrative de Marrakech-Safi. Son chef-lieu se trouve dans la commune éponyme de Tighedouine.

## Communes
Une seule commune rurale est rattachée au caïdat de Tighedouine : Tighedouine.
| Année | Nb. Commune | Liste Commune |
| 2014  | 1           | Tighedouine   |

## Historique
Le caïdat de Tighedouine, est créé en 2014, à partir du territoire du caïdat de Tidili Mesfioua, et est rattaché au cercle de Touama, lui-même rattaché à la province d'Al Haouz. Il compte une commune rurale : Tighedouine. D'après le recensement officiel de 2014, le caïdat est peuplé de 22 971 habitants.
Depuis 2015, dans le cadre du nouveau découpage régional, la région de Marrakech-Tensift-Al Haouz est remplacée par la nouvelle région de Marrakech-Safi. La province d'Al Haouz est donc intégrée à cette nouvelle région, tout comme le cercle de Touama, et donc le caïdat de Tighedouine.

## Démographie
Depuis le dernier recensement de 2014, le caïdat de Tighedouine est officiellement peuplé de 22 971 habitants et compte 3 635 ménages.
| Année                          | Population totale | Ménages | Nb. Commune |
| ------------------------------ | ----------------- | ------- | ----------- |
| 2014                           | 22 971            | 3 635   | 1           |
| Données issues de recensements |                   |         |             |

## Administration et politique

### Découpage territorial
| Commune     | Population en 2004 (hab.) | Ménages en 2004 | Population en 2014 (hab.) | Ménages en 2014 |
| ----------- | ------------------------- | --------------- | ------------------------- | --------------- |
| Tighedouine | 22 353                    | 3 143           | 22 971                    | 3 635           |

### Offre de soins
| Commune     | CSCA | CSC | DR |
| Tighedouine | 1    | 0   | 4  |